# Vohlisaari (ö i Egentliga Tavastland, Tavastehus, lat 60,97, long 24,31)
Vohlisaari är en ö i Finland. Den ligger i sjön Alajärvi och i kommunen Tavastehus i den ekonomiska regionen  Tavastehus ekonomiska region  och landskapet Egentliga Tavastland, i den södra delen av landet, 90 km norr om huvudstaden Helsingfors. Öns area är 2,8 hektar och dess största längd är 240 meter i sydöst-nordvästlig riktning.